# Poire à la beaujolaise
La poire à la beaujolaise ou poire au vin est un dessert traditionnel du vignoble du Beaujolais (cuisine bourguignonne, cuisine lyonnaise). Les poires au vin sont également typiques de La Rioja, de León et des régions de Castille, en Espagne,,,,, ainsi que du Piémont, en Italie.

## Caractéristique
Ce dessert permet de consommer les fruits ne murissant pas de façon satisfaisante sur l'arbre. Leur chair devient granuleuse. Aussi, à peine mûre, la poire doit être cueillie pour permettre à l'amidon de se transformer en sucre.

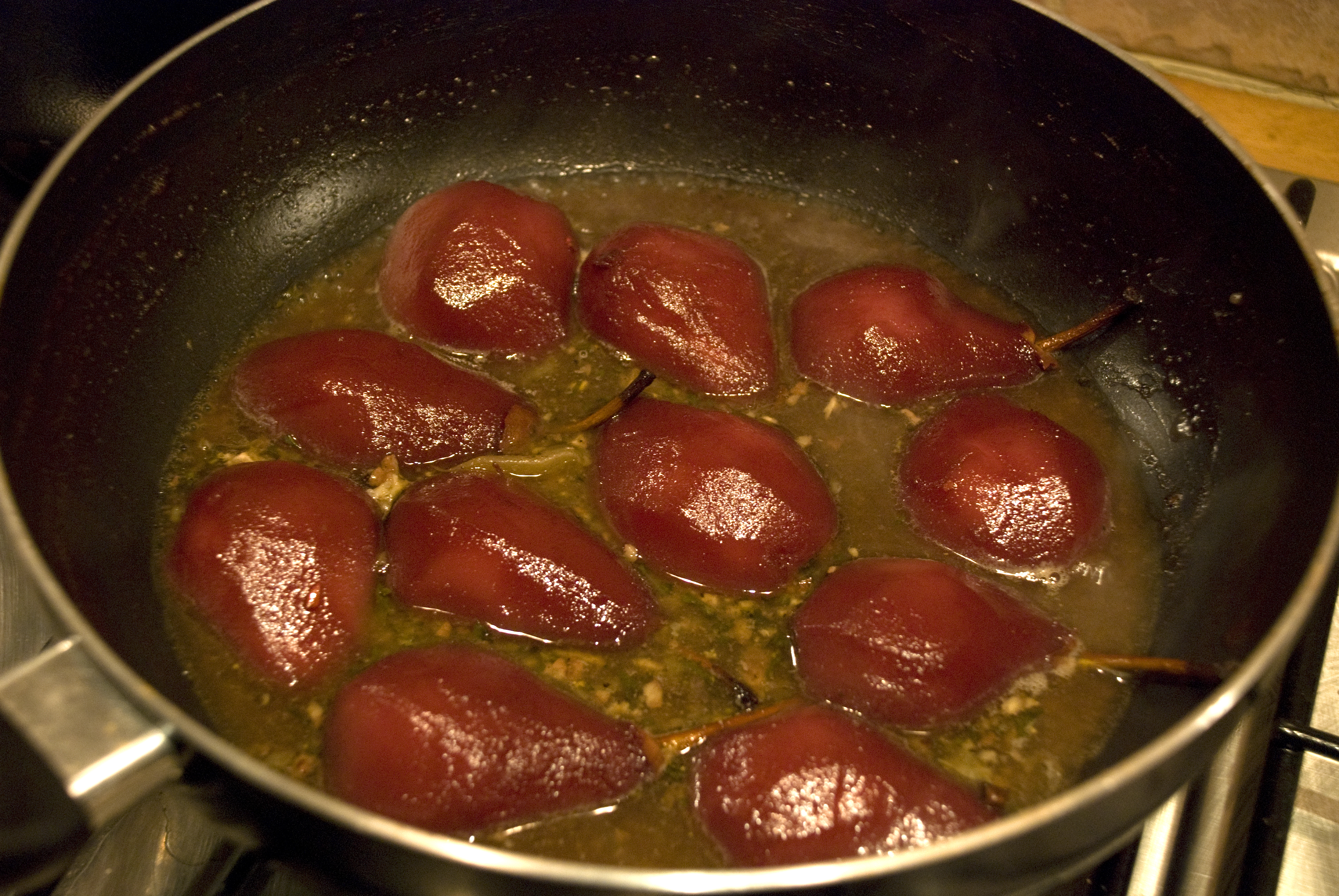
Cuisson dans du vin rouge.
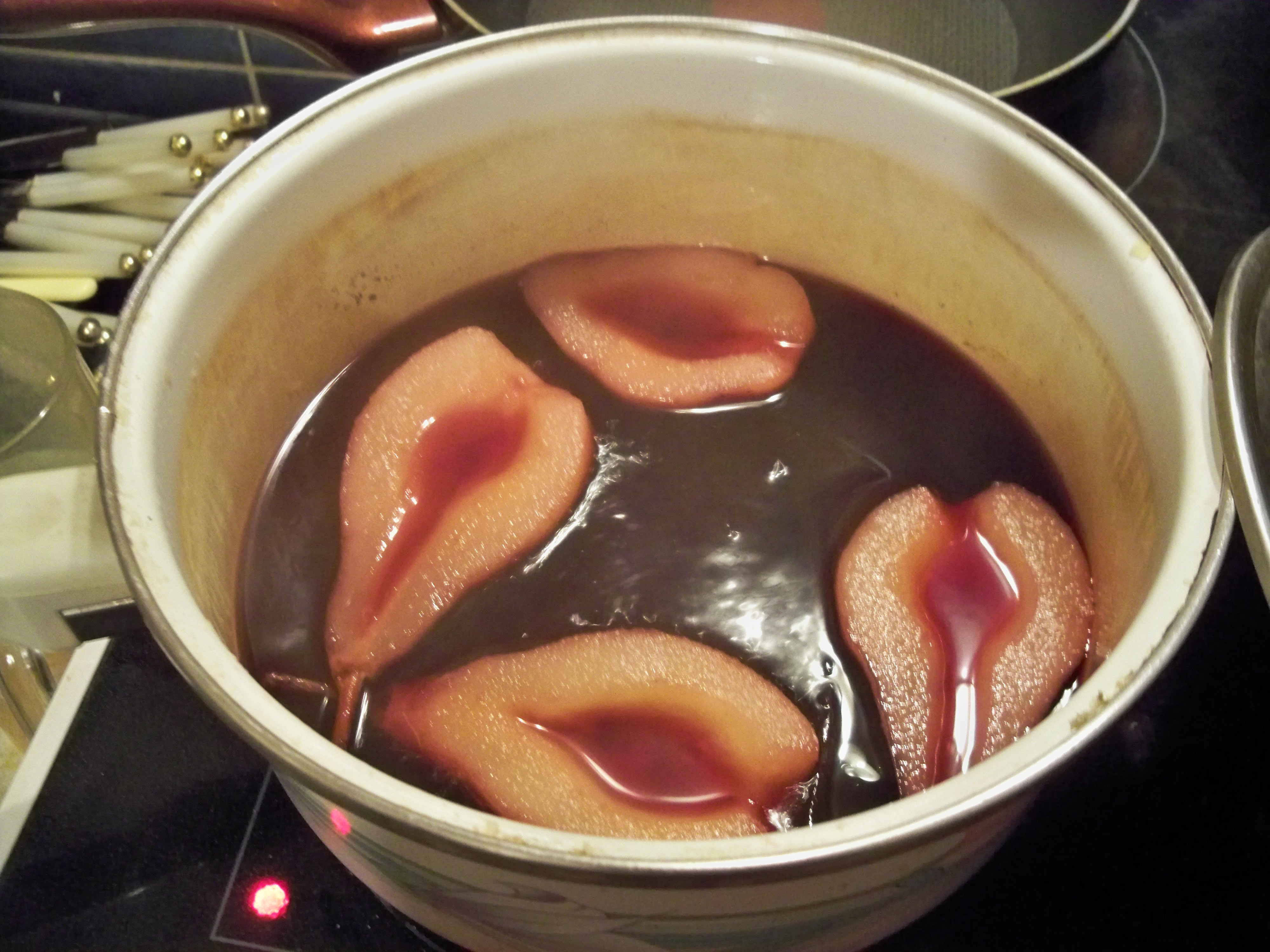

## Historique
Ce « dessert à connotation ancienne, un peu passé de mode » a fortement évolué. Au début du XIXe siècle, il existait une recette de « compote de poires à la bonne femme ». Les poires étaient cuites dans une poêle avec du vin rouge, du sucre, un morceau de cannelle et des clous de girofle. Comme elles se ridaient lorsqu'elles étaient cuites, elles furent affublées du nom de « poires à la bonne femme ».

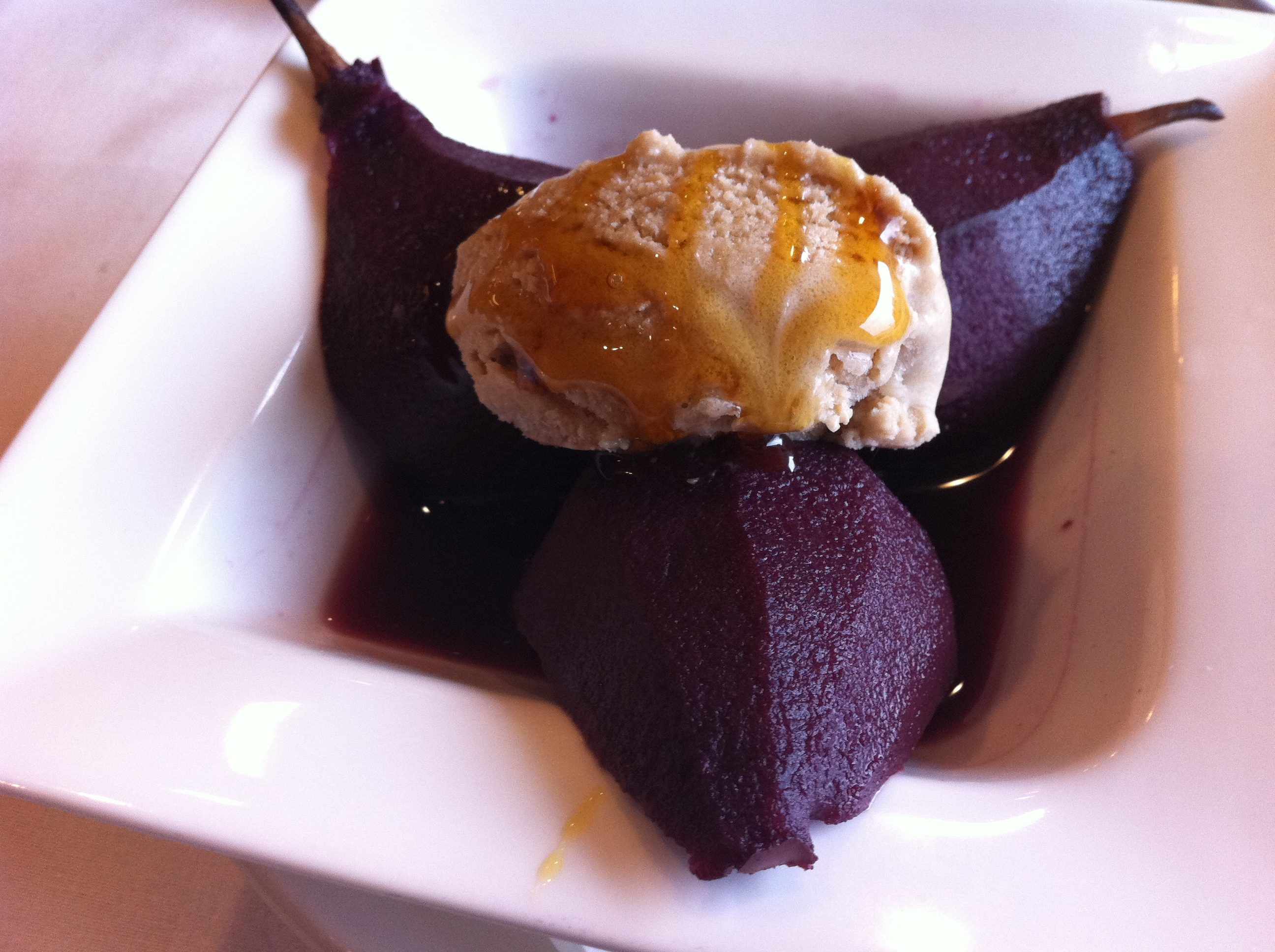
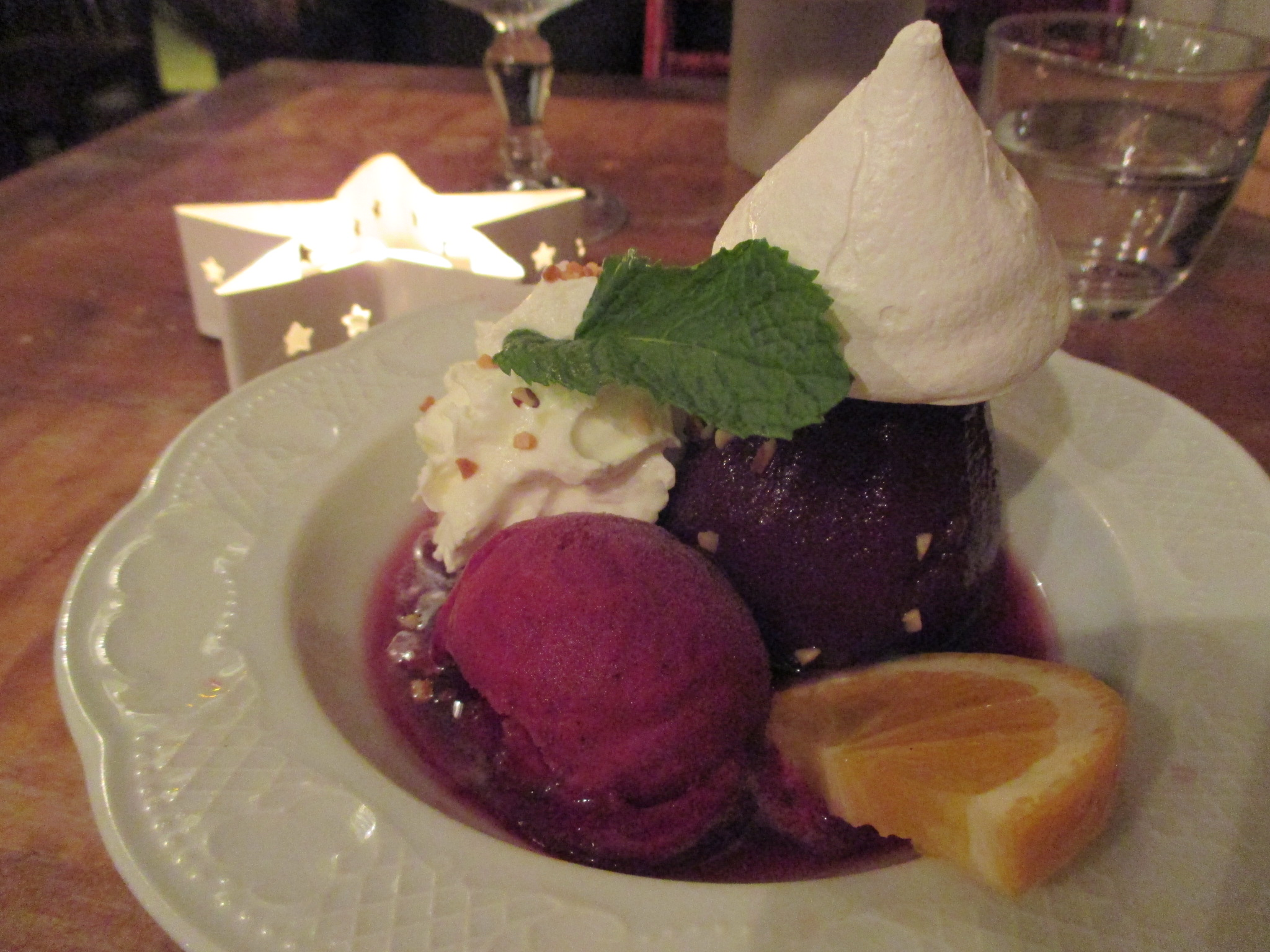
Avec glace cassis et meringue.
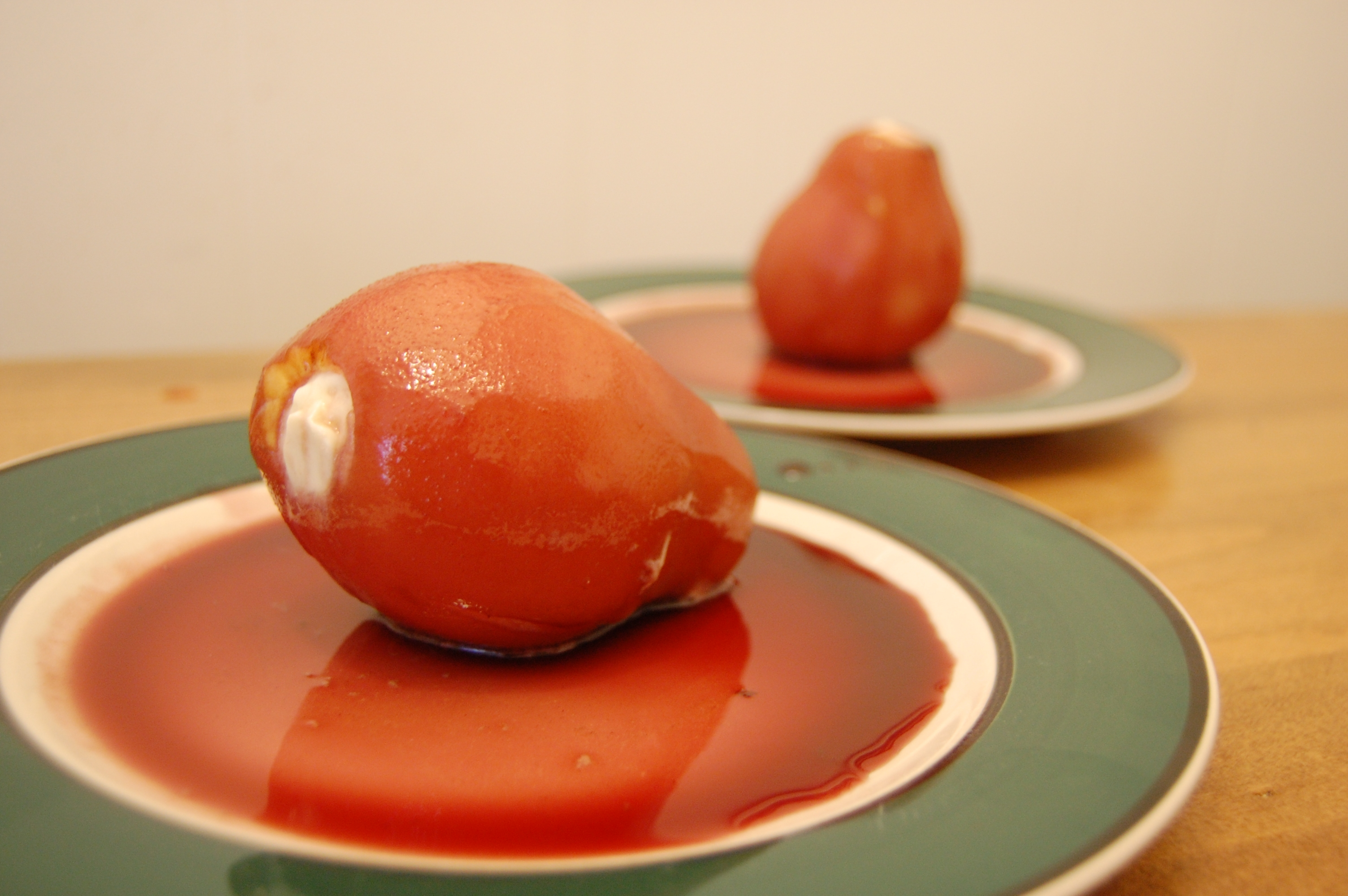
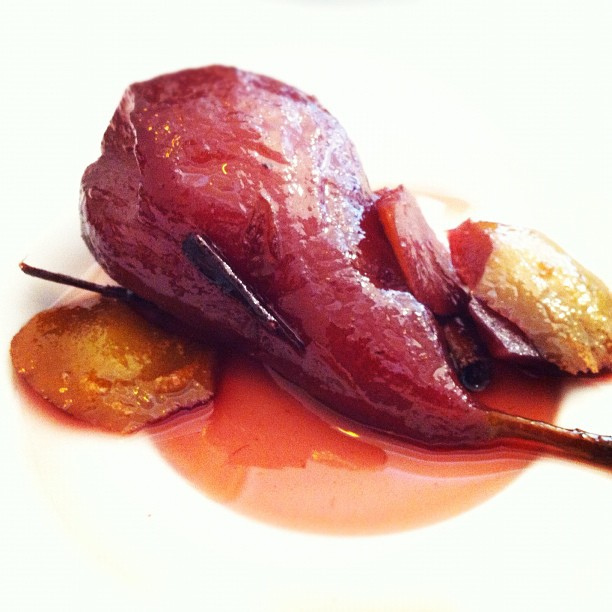

Mais la cuisson ne donnait pas toujours la couleur rouge souhaitée à cette compote. Il y  était donc rajouté un peu de la cochenille préparée et la compote obtenue était conservée dans un pot contenant une cuillère d'étain. Gaston Bachelard a expliqué dans Le Matérialisme rationnel : « L'étain a la propriété d'exalter la couleur rouge des végétaux ; ce qui est connu des cuisinières qui ne manquent pas de mettre une cuiller d'étain dans la compote de poires pour lui donner une belle couleur rouge. »

## Variétés
Les variétés les plus utilisées au cours du XIXe siècle ont été les poires de Messire Jean et bon-chrétien, blanches et rouges. De nos jours, ce sont les Passe-Crassane et conférence.

## Ingrédients
Pour accommoder les poires au vin rouge, sont utilisés un vin fruité, dans ce cas un beaujolais, du sucre ou du miel, des clous de girofle, des grains de poivre, un morceau de bâton de cannelle, une petite gousse de vanille et un zeste d'orange,. Peuvent aussi être utilisés du gingembre et de la cardamome, et pour soutenir la couleur rouge un peu de liqueur de cassis ou de framboise.

## Préparation
Le pochage se fait dans un sirop chargé en vin, avec les épices et les zestes. Le tout est porté à ébullition, les poires doivent rester légèrement fermes. Elles sont alors égouttées, ce qui permet de réduire encore le vin en le laissant bouillir pour une sauce un peu plus épaisse. Le dessert est servi frais ou tiède. 